# Wapen van Schimmert

Wapen van Schimmert

Het wapen van Schimmert bestaat uit een combinatie van het wapen van Valkenburg en het wapen van Meerssen.
De beschrijving luidt: 
"Gedeeld : I in zilver een dubbelstaartige leeuw van keel, gekroond en geklauwd van goud II gevierendeeld : I en IV in azuur negen lelien van goud, geplaatst 3, 3, en 3, II en III in goud een dubbele adelaar van sabel, gewapend en getongd van keel, elke kop omgeven door een kring van goud, overtopt door de keizerlijke kroon; in een over de delingslijn geplaatst hartschild van keel de H.Remigius, staande op een losse grasgrond, met gelaat en handen van natuurlijke kleur, gekleed in bisschoppelijk gewaad van goud, waarover een met gouden kruisjes gesierd pallium van zilver, het hoofd een mijter van goud dragende en omgeven door en nimbus van hetzelfde; in de opgeheven rechterhand houdend de H.Ampulla Sancta van goud, waarboven een omlaag vliegende duif van zilver, schuinlinks geplaatst, in de linkerhand een bisschopsstaf van goud."

## Geschiedenis
Remigius is de patroon- en beschermheilige van de Proosdij Meerssen. Schimmert had geen eigen wapen of zegel omdat het kerkelijk onder Meerssen en wereldlijk onder de schepenbank van Klimmen viel. Tijdens de wapenaanvraag was het de wens van de gemeente om Remigius uit te beelden met zijdelings geplaatste schilden van Meersen en Valkenburg zoals bij het wapen van Meerssen. De Hoge Raad van Adel had echter Meerssen buiten beschouwing willen laten maar de gemeente liet weten dat de proosdij een grote rol heeft gespeeld in haar geschiedenis. De Raad gaf advies inzake de kroon, de vijfbladige kroon boven de adelaar moest een keizerskroon worden. Daarnaast was bezwaar over de plaatsing van de stukken, waarna de gemeente voorstelde Remigius als hartschild te plaatsen. Op 8 februari 1897 werd het wapen aan de gemeente verleend. Wijnandsrade werd in 1982 samengevoegd met Nuth, er werden geen elementen van Schimmert overgenomen in het wapen van Nuth.
Ambt Montfort
· Amby
· Amstenrade
· Arcen en Velden
· Baexem
· Beegden
· Beek
· Belfeld
· Bemelen
· Berg en Terblijt
· Bingelrade
· Bocholtz
· Borgharen
· Born
· Broekhuizen
· Broeksittard 
· Buggenum
· Bunde
· Cadier en Keer
· Echt 
· Eijsden
· Elsloo
· Eygelshoven
· Geleen
· Gennep
· Geulle
· Grathem
· Grevenbicht
· Gronsveld
· Grubbenvorst
· Gulpen 
· Haelen
· Heel
· Heel en Panheel
· Heer
· Helden
· Herten
· Heythuysen
· Hoensbroek
· Horn
· Horst
· Houthem
· Hulsberg
· Hunsel
· Itteren
· Jabeek
· Kessel
· Klimmen
· Limbricht
· Linne
· Maasbracht
· Maasbree
· Maasniel
· Margraten
· Meerlo
· Meerlo-Wanssum
· Meerssen
· Meijel
· Melick en Herkenbosch
· Merkelbeek
· Mheer
· Montfort
· Munstergeleen
· Neer
· Neeritter
· Nieuwenhagen
· Nieuwstadt
· Noorbeek
· Nuth
· Onderbanken
· Obbicht en Papenhoven
· Ohé en Laak
· Oirsbeek
· Ottersum
· Oud-Valkenburg
· Oud-Vroenhoven
· Posterholt
· Roggel
· Roggel en Neer
· Roosteren
· Schaesberg
· Schimmert
· Schinnen
· Schinveld
· Sevenum
· Simpelveld
· Sint Geertruid
· Sint Odiliënberg
· Sint Pieter
· Sittard
· Slenaken
· Spaubeek
· Stramproy
· Stevensweert
· Susteren
· Swalmen
· Tegelen
· Thorn
· Ubach over Worms
· Ulestraten
· Urmond
· Valkenburg
· Vlodrop
· Wanssum
· Wessem
· Wijlre
· Wijnandsrade
· Wittem